# طون ألكوفير
طون ألكوفير (بالإسبانية: Ton Alcover) (17 يناير 1990 في إسبانيا - ) هو لاعب كرة قدم إسباني في مركز الوسط. لعب مع خيمناستيك طركونة وسبورتنغ ماهونيس ونادي أوسبيتاليت ونادي أونتينيينت ونادي ياغوستيرا وCF Pobla de Mafumet ‏ ونادي سان أندرو.

## وصلات خارجية
- طون ألكوفير على موقع قاعدة بيانات كرة القدم.إي يو (الإنجليزية)
- طون ألكوفير على موقع Soccerway.com (الإنجليزية)
- طون ألكوفير على موقع AS.com (الإسبانية)